# Donald Roebling

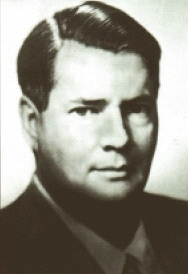
Donald Roebling

Donald Roebling (* 15. November 1908 in New York City; † 29. August 1959 in Boston, Massachusetts) war ein US-amerikanischer Exzentriker, Philanthrop und Erfinder des Amphibienfahrzeugs Landing Vehicle Tracked. Er war ein Urenkel des Deutsch-Amerikaners John A. Roebling, dem Konstrukteur der New Yorker Brooklyn Bridge.

## Leben
Donald Roebling kam am 15. November 1908 als Sohn von Margaret und John August Roebling II. in New York City zur Welt. Er war der letzte Sohn nach Siegfried Roebling (1890–1936) und Paul Roebling (1893–1918).
Seine Kindheit verbrachte der temperamentvolle und übergewichtige Junge mit seinen wohlhabenden Eltern in einer luxuriösen Villa in Bernardsville, New Jersey. Danach wurde er an die Stuyvesant Prep School in Warrenton, Virginia, geschickt, die er trotz mangelnden schulischen Eifers mit Erfolg abschloss. Den Wunsch seiner Eltern, eine Universität der Ivy League zu besuchen, kam er nicht nach und schrieb sich stattdessen im August 1927 an der Bliss Electrical Academy in Washington D. C. ein. Aufgrund zahlreicher Differenzen mit seinen Professoren wurde Donald im April des folgenden Jahres von dieser Ausbildungsstätte verwiesen.
Nach einigen Monaten in seinem Elternhaus zog er 1929 zu seiner Cousine Margaret MacIlrane nach Clearwater, Florida. Im Jahr darauf trat er in die Fußstapfen seines Vaters und gründete die Roebling Construction Company, eine Baufirma, die sich auf den Bau von luxuriösen Häusern und Villen spezialisierte. 1930 erwarb er ein 7 acre (28.322 m²) großes Grundstück in Strandlage, worauf er auf Anraten seiner damaligen Verlobten Florence Spottiswood Parker eine Villa baute. Das im Tudorstil erbaute doppelstöckige Haus mit 15 Räumen, einem großen Swimming Pool und einer großen Gartenanlage, galt für Jahrzehnte als das größte und sicherste Einfamilienhaus an der Westküste von Florida. Er benannte sein Anwesen Spottiswood, in Anlehnung an seine aus East Orange, New Jersey, stammende Frau Florence, die er im Oktober 1932 heiratete. Das aus roten Backstein erbaute Haus wurde am 19. Dezember 1979 in das National Register of Historic Places des US National Park Service aufgenommen und ist heute unter den Namen Donald Roebling Estate, Spotswood oder Spottiswoode bekannt.
Die nächsten Jahre verbrachte Donald Roebling mit seiner Frau in seinem Anwesen, von wo er seine erfolgreiche Baufirma leitete und sich seinen Hobbys widmete. Zu diesen zählte seine Briefmarkensammlung, der Amateurfunk und das Basteln in seiner sehr gut ausgestatteten Werkstatt, die sich auf seinem Anwesen befand. Bei der lokalen Bevölkerung wurde er neben seiner Exzentrik vor allem durch sein korpulentes Aussehen bekannt. Als bekennender Liebhaber von Süßigkeiten wog er über 400 Pfund (etwa 180 kg), was das ortsansässige Kino dazu veranlasste, einen speziellen Sitz zu konstruieren, um dem abnormen Gesäß seines Gönners Platz zu bieten.

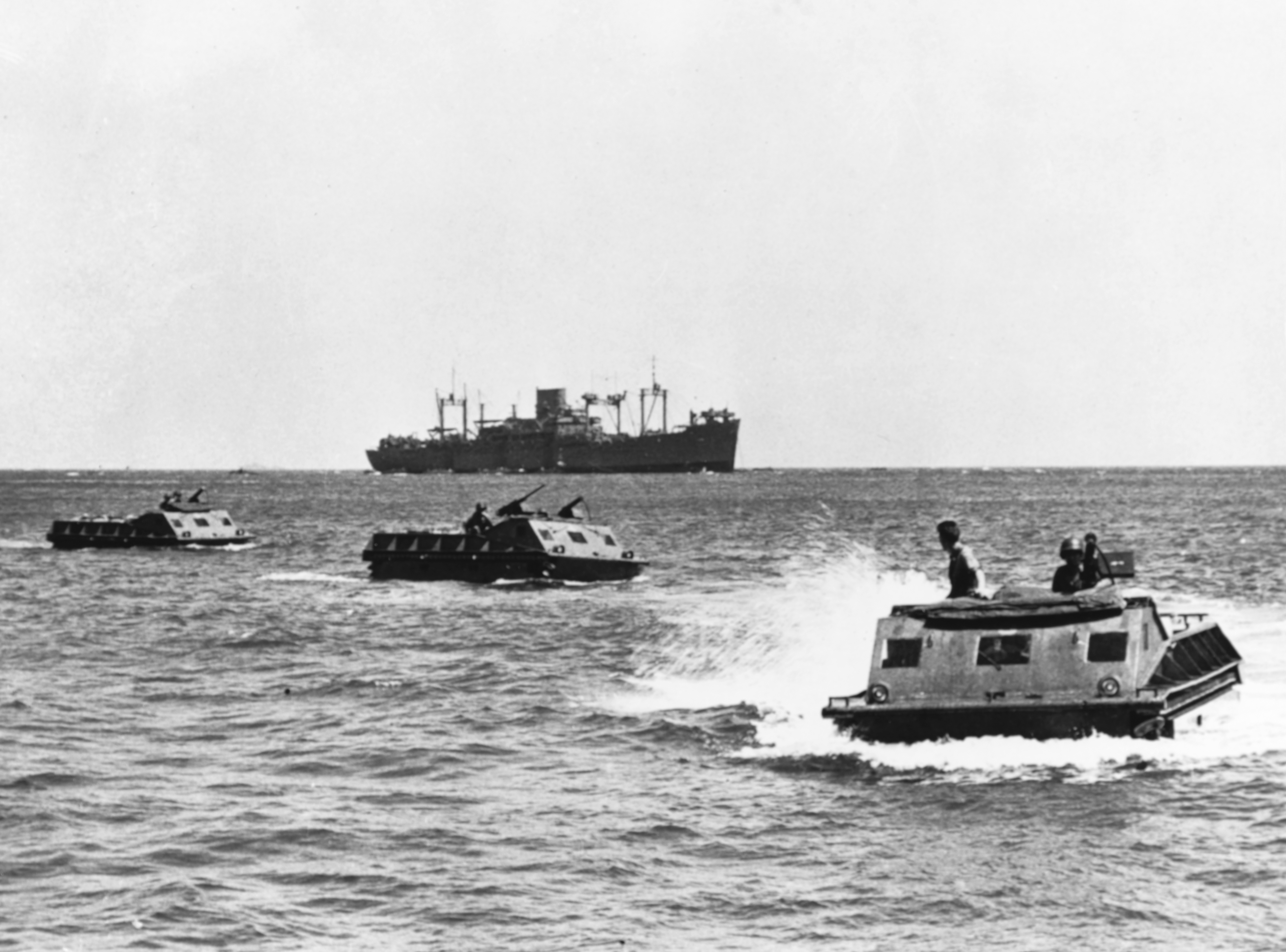
LVT-1 Amtracs vor Guadalcanal

1932 bekam Donald Roebling von seinem Vater den Auftrag, ein Fahrzeug zu entwickeln, das sich sowohl auf Wasser als auch an Lande fortbewegen konnte. Ein Grund dafür war der Okeechobee-Hurrikan von 1928, der in der Karibik und in Florida hunderte von Todesopfer gefordert und tausende Obdachlose hinterlassen hatte. Die Rettungsmannschaften konnten nur schleppend in die Katastrophenregion um den Lake Okeechobee eindringen, da die Straßen für Automobile unpassierbar und die überfluteten Landstriche teilweise zu seicht für Boote waren. Nach zwei Jahren Entwicklung konnte Donald Roebling den ersten Prototyp namens Alligator I fertigstellen, der in Aussehen und Fahrleistung allerdings noch keineswegs einem Rettungsfahrzeug entsprach. Erst nach weiteren Verbesserungen konnte sein Alligator IV alle Erwartungen erfüllen. 1938 ließ er sich das Antriebskonzept patentieren, mit dem eine ausreichende Fahrgeschwindigkeit zu Wasser und zu Land erreicht werden konnte.
Das US-Militär wurde 1940 auf dieses Fahrzeug aufmerksam und beauftragte Roebling, eine militärische Version zu entwickeln. Aus dieser Ausschreibung ging der Landing Vehicle Tracked (LVT) genannte LVT-1 „Alligator“ hervor. Durch den Eintritt der USA in den Zweiten Weltkrieg am 7. Dezember 1941 wurde die Entwicklung der Landing Vehicle Tracked stetig vorangetrieben, sodass bis Kriegsende über 18.000 dieser Amphibienfahrzeuge in acht unterschiedlichen Varianten entwickelt wurden. Heute steht bereits die dritte Generation der „Amtrac“ genannten Amphibienpanzer im Dienst des US Marine Corps.
Donald Roebling zog sich bereits vor Kriegsende aus der LVT-Entwicklung auf sein Anwesen Spottiswood zurück. US-Präsident Harry Truman verlieh ihm aufgrund seines Beitrags zum Gewinn des Krieges die  Medal of Merit. Diese wurde Roebling am 15. Februar 1947 auf der Jacksonville Naval Air Station, Florida, durch Rear Admiral Ralph Davison verliehen. Trotzdem geriet sein Beitrag und sein Ansehen schnell in Vergessenheit.
Neben der Beschäftigung mit seinen Hobbys entwickelte sich Roebling zu einem einflussreichen Finanzier im Großraum Clearwater. Er spendete den nach ihm benannten Ausbau des örtlichen Hospitals (Roebling Wing) und eine Veranstaltungshalle der Peace Memorial Presbyterian Church (Roebling Hall). Des Weiteren unterstützte er die lokale Gruppe der Boy Scouts of America und finanzierte die Schulbildung von Kindern aus bedürftigen Familien.
Donald Roebling starb aufgrund von Komplikationen einer Gallenblasenoperation am 29. August 1959 im Lahey Clinic Hospital in Boston, Massachusetts. Er war zweimal verheiratet und blieb kinderlos. Seine erste Ehe mit Florence Spottiswood Parker scheiterte bereits 1936. Auch die Ehe mit Helen Price Roebling wurde nach wenigen Jahren geschieden.